# Svjetski susret obitelji
Svjetski susret obitelji je rimokatolička obiteljska manifestacija. Na Susretima obitelji iz cijeloga svijeta skupa slave, mole i razmišljaju o važnosti braka i obitelji, temelja našega života, društva i Crkve. Prvi poticaj dao je papa Ivan Pavao II. 6. lipnja 1993. godine na Trgu sv. Petra, tad pun obitelji Pokreta fokolara povodom Festivala obitelji. Sveti papa najavio je da će sljedeće godine Katolička Crkva slaviti Godinu obitelji istodobno s Međunarodnom godinom obitelji Ujedinjenih naroda. Tako je Prvi Svjetski susret obitelji održan je 8. i 9. listopada 1994. o temi „Obitelj – srce civilizacije ljubavi'. Istom inicijativom, kao i Svjetski susret mladih, i Susreti obitelji izrasli su iz proročkog duha Karola Wojtyle. Do danas su organizirani na tri kontinenta u sedam gradova: u Rimu dva puta, te Rio de Janeiru, Manili, Valenciji, Ciudad Mexicu, Milanu, Philadelphiji i Dublinu.  4. i 5. listopada 1997. na temu „Obitelj – dar i obveza, nada čovječanstva' održani su u Brazilu, u Rio de Janeiru. 3. susret održan je u jubilarne 2000. godine sredinom listopada. Bio je je posvećen djeci „proljeću obitelji i društva'. Siječnja 2003. prvi se put održao u Aziji - u Manili. Raspravljalo se o „kršćanskoj obitelji; dobroj vijest i za Treće tisućljeće'. U Valenciji su bili 2006. godine. Pozornost Susreta bilo je prenošenje vjere. Prema riječima novog pape Benedikta XVI. vjera se uči kod kuće, tamo i raste i jača kroz molitvu i kršćansku praksu. Šesti Susreti bili su u glavnome meksičkome gradu u siječnju 2009. godine. Papa Benedikt XVI. upozoravao je na varljivi pojam slobode i na subjektivne pobude pojedinca koje ugrožavaju nerazrješivost braka. 3. lipnja 2012. održani su sljedeći Susreti. Bili su u Milanu na temu „Obitelj, rad i blagdan'. Obilježene su papinim riječima posvećenih obiteljima koje trpe zbog rastave. Pontifikatom pape Franje svjetski susreti obitelji sasvim su uključeni u sinodski hod koji je Sveti Otac zacrtao u svrhu obnovljenoga pastorala obitelji. Rujna 2015. organizirani su Susreti u Philadelphiji. Bili su nakon izvanredne sinode 2014. godine posvećene obitelji, tek mjesec dana prije redovne sinode o temi „Poziv i poslanje obitelji u Crkvi i u suvremenom svijetu'. Obitelji su razgovarale o ljubavi kao poslanju koje obitelj čini živom u punini, a Papa je naglasio da se Božji san nastavlja ostvarivati u snovima brojnih parova koji imaju hrabrosti od svojega života učiniti obitelj. 9. Svjetski susret obitelji održao se u Dublinu od 21. do 26. kolovoza 2018., na temu „Evanđelje obitelji; radost za svijet'. Središnja je radost obiteljske ljubavi i skup je bio prigoda za temeljitije promišljanje i razmjenu mišljenja o sadržaju apostolske pobudnice Amoris laetitia. Svjetski susret obitelji 2021. održat će se u Rimu.

## Vanjske poveznice
- Svjetski susret obitelji 2018.  Arhivirana inačica izvorne stranice od 30. lipnja 2017. (Wayback Machine)